# Tropidonophis mairii
Espèce
Synonymes
- Tropidonotus mairii Gray, 1841
- Tropidonotus australis Gray, 1842
- Tropidonotus semicinctus Duméril, Bibron & Duméril, 1854
- Katophis plumbea Macleay, 1877
- Tropidonotus angusticeps Macleay, 1884
- Tropidonotus ater Macleay, 1885
- Natrix mairii (Gray, 1841)
- Amphiesma mairii (Gray, 1841)
- Styporhynchus mairii (Gray, 1841)
- Tropidonophis mairii brongersmai Malnate & Underwood, 1988

Statut de conservation UICN

 LC  : Préoccupation mineure
Tropidonophis mairii est une espèce de serpents de la famille des Natricidae.

## Répartition
Cette espèce se rencontre, :
- en Australie dans les provinces de Nouvelle-Galles du Sud, du Territoire du Nord, du Queensland et d'Australie-Occidentale ;
- en Nouvelle-Guinée tant dans la partie Papouane-néo-guinéenne que dans la partie indonésienne[1].

## Description
Ce serpent ovipare approche un mètre de longueur totale. Il se nourrit principalement d'amphibiens et de petits lézards.

## Liste des sous-espèces
Selon The Reptile Database (4 septembre 2013) :
- Tropidonophis mairii mairii (Gray, 1841)
- Tropidonophis mairii plumbea (Macleay, 1877)

## Étymologie
Le nom de cette espèce, mairii, est dédié au docteur Mair qui a collecté le spécimen ayant servi à décrire l'espèce.

## Publications originales
- Gray, 1841 : A catalogue of the species of reptiles and amphibia hitherto described as inhabiting Australia, with a description of some new species from Western Australia.  Journals of Two Expeditions of Discovery in North-west and Western Australia, during the years 1837, 38 and 39, under the Authority of Her Majesty's Government, T. & W. Boone, London, vol. 2, p. 422–449 (texte intégral).
- Macleay, 1877 : The ophidians of the Chevert Expedition. Proceedings of the Linnean Society of New South Wales, sér. 1, vol. 2, p. 33-41 (texte intégral).
- Malnate & Underwood, 1988 : Australasian natricine snakes of the genus Tropidonophis. Proceedings of the Academy of Natural Sciences of Philadelphia, vol. 140, no 1, p. 59-201